# Descloizit
Descloizit ist ein eher selten vorkommendes Mineral aus der Mineralklasse der „Phosphate, Arsenate und Vanadate“. Er kristallisiert im orthorhombischen Kristallsystem mit der idealisierten chemischen Zusammensetzung PbZn[OH|VO4] und ist damit chemisch gesehen ein basisches Blei-Zink-Vanadat.
Descloizit ist das Zink-Analogon zu Mottramit (PbCu[OH|VO4]) und bildet mit diesem eine lückenlose Mischkristallreihe. In natürlichem Descloizit ist daher meist ein geringer Teil Zink durch Kupfer ersetzt (substituiert), was in der Formel mit in runden Klammern gesetzten Elementsymbolen ausgedrückt wird: Pb(Zn,Cu)[OH|VO4]. In jedem Mischungsverhältnis bilden sich orthorhombische Kristalle mit ähnlichen kristallographischen und physikalischen Eigenschaften. Allerdings ändert sich die Farbe immer mehr in ein bräunliches, fast schwarzes Rot, je höher der Zinkanteil wird. Beim kupferreichen Mottramit ist die Farbe dagegen Grün bis Schwarzgrün.
Das Mineral entwickelt überwiegend prismatische, säulige oder tafelige Kristalle, findet sich aber auch in Form radialstrahliger oder traubiger Mineral-Aggregate sowie krustiger Überzüge.

## Etymologie und Geschichte

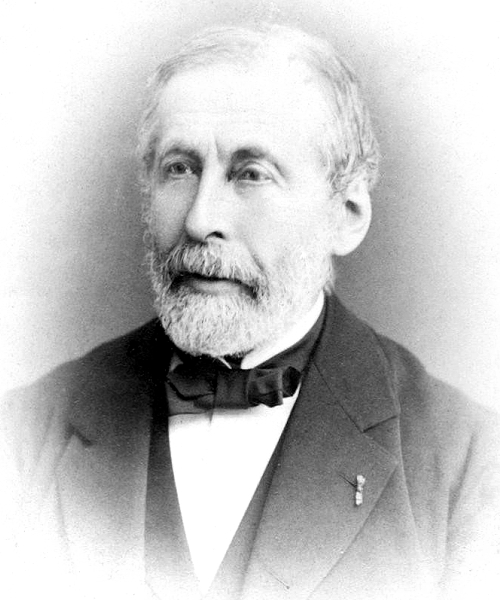
Alfred Des Cloizeaux (1817–1897)

Erstmals entdeckt wurde Descloizit in den Sierras de Córdoba in der zentralargentinischen Provinz Córdoba. Beschrieben wurde das Mineral 1854 durch Augustin Alexis Damour (1808–1902), der das Mineral nach seinem Mitarbeiter und Freund, dem französischen Mineralogen Alfred Des Cloizeaux (1817–1897) benannte, um dessen Verdienste auf dem Gebiet der Kristallographie zu ehren.

## Klassifikation
In der veralteten 8. Auflage der Mineralsystematik nach Strunz gehörte der Descloizit zur Abteilung der „Wasserfreien Phosphate, Arsenate und Vanadate mit fremden Anionen“, wo er als Namensgeber die „Descloizit-Reihe“ mit der System-Nr. VII/B.11b und den weiteren Mitgliedern Adelit, Austinit, Duftit, Gabrielsonit, Konichalcit, Mottramit, Pyrobelonit, Tangeit und Turanit innerhalb der „Tilasit-Descloizit-Gruppe“ (VII/B.11) bildete.
Im zuletzt 2018 überarbeiteten und aktualisierten Lapis-Mineralienverzeichnis nach Stefan Weiß, das sich aus Rücksicht auf private Sammler und institutionelle Sammlungen noch nach dieser alten Form der Systematik von Karl Hugo Strunz richtet, erhielt das Mineral die System- und Mineral-Nr. VII/B.27-20. In der „Lapis-Systematik“ entspricht dies der präzisierten Abteilung „Wasserfreie Phosphate mit fremden Anionen F, Cl, O, OH“, wo Descloizit zusammen mit Arsendescloizit, Čechit, Mottramit und Pyrobelonit ebenfalls namensgebend die „Descloizitgruppe“ bildet.
Auch die von der International Mineralogical Association (IMA) zuletzt 2009 aktualisierte 9. Auflage der Strunz’schen Mineralsystematik ordnet den Descloizit in die Abteilung der „Phosphate usw. mit zusätzlichen Anionen; ohne H2O“ ein. Diese ist allerdings weiter unterteilt nach der relativen Größe der beteiligten Kationen und dem Stoffmengenverhältnis der zusätzlichen Anionen (OH usw.) zum Phosphat-, Arsenat bzw. Vanadatkomplex (RO4), so dass das Mineral entsprechend seiner Zusammensetzung in der Unterabteilung „Mit mittelgroßen und meist großen Kationen; (OH usw.) : RO4 = 1 : 1“ zu finden ist, wo es ebenfalls als Namensgeber die „Descloizitgruppe“ mit der System-Nr. 8.BH.40 und den weiteren Mitgliedern Čechit, Mottramit und Pyrobelonit bildet.
Die vorwiegend im englischen Sprachraum gebräuchliche Systematik der Minerale nach Dana ordnet den Descloizit ebenfalls in die Klasse der „Phosphate, Arsenate und Vanadate“ und dort in die Abteilung der „Wasserfreien Phosphate etc., mit Hydroxyl oder Halogen“ ein. Auch hier ist er als Namensgeber der „Descloizitgruppe“ mit der System-Nr. 41.05.02 und den weiteren Mitgliedern Mottramit, Pyrobelonit, Čechit und Duftit-Alpha innerhalb der Unterabteilung „Wasserfreie Phosphate etc., mit Hydroxyl oder Halogen mit (AB)2(XO4)Zq“ zu finden.

## Kristallstruktur
Descloizit kristallisiert orthorhombisch in der Raumgruppe Pnam (Raumgruppen-Nr. 62, Stellung 6) mit den Gitterparametern a = 7,59 Å; b = 9,42 Å; c = 6,06 Å sowie 4 Formeleinheiten pro Elementarzelle.

## Modifikationen und Varietäten
Als Psittacinit werden grüne Varietäten von Descloizit bezeichnet.

## Bildung und Fundorte

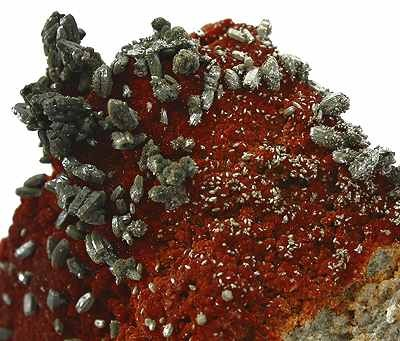
Vanadinit (rot) und Descloizit (schwarz) aus Georgetown, Grant County, New Mexico, USA

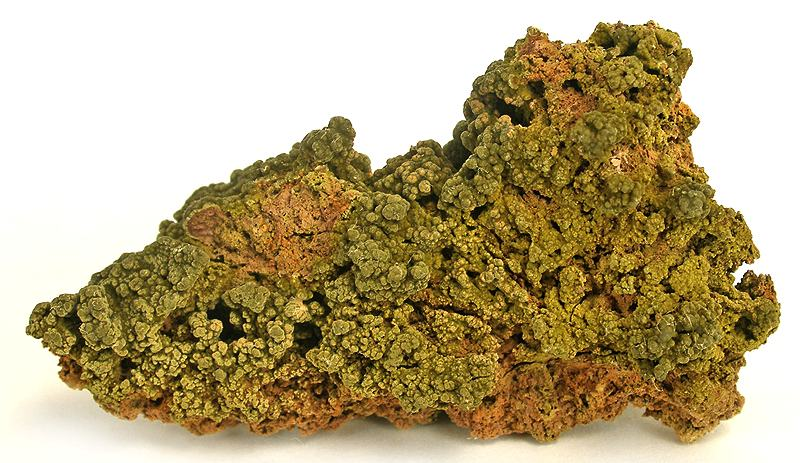
Kupferreicher Descloizit aus Globe Hills, Globe Hills District, Globe-Miami District, Gila County, Arizona, USA

Descloizit ist ein typisches Sekundärmineral und findet sich in der Oxidationszone von Erzgängen, insbesondere mancher Blei-Zink-Kupfererz-Lagerstätten.
Als eher seltene Mineralbildung kann Descloizit an verschiedenen Fundorten zum Teil zwar reichlich vorhanden sein, insgesamt ist er aber wenig verbreitet. Weltweit gelten bisher rund 340 Fundorte (Stand: 2017) als bekannt. Neben seiner Typlokalität Sierras de Córdoba trat das Mineral in Argentinien noch in der nahe gelegenen Grube Venus und bei La Plata im Departamento Punilla sowie im Bezirk El Guaico im Departamento Minas in der Provinz Córdoba zutage. Des Weiteren fand man es in der Bleigrube Gonzalito etwa 48 km nördlich der Sierra Grande und im Steinbruch Blanquita bei Los Menucos in der Provinz Río Negro sowie in der Mina Diana im Departamento La Poma.
In Deutschland fand sich Descloizit unter anderem in verschiedenen Stollen und Abraumhalden bei Hofsgrund, in der Grube St.Benedikt nahe dem Gemeindeteil Katzensteig, der Grube Clara bei Oberwolfach sowie der Grube St. Caroli bei Zähringen im Schwarzwald (Baden-Württemberg); auf der Königsbergalpe am Jenner, im Bleibergwerk am Riedbodeneck bei Mittenwald und im Ewiggangrevier bei Kienberg in Oberbayern sowie im Krennbruch bei Saldenburg in Niederbayern; an zwei Fundpunkten am Borstein und Hohenstein bei Reichenbach (Lautertal) in Hessen; in den Gruben Ferdinande bei Flandersbach und Eisenberg bei Velbert in Nordrhein-Westfalen; in der Grube Johanna bei Bobenthal in Rheinland-Pfalz; am Grubenberg bei Walhausen im Saarland sowie in der Grube Gelbe Birke an der Schwarzenberger Kuppel bei Schwarzenberg/Erzgeb. im sächsischen Erzgebirge.
In Österreich trat das Mineral bisher vor allem in der Regionen Kärnten wie unter anderem Bad Bleiberg, Niederösterreich, der Steiermark und Tirol auf.
Der bisher einzige bekannte Fundort in der Schweiz liegt an der Südostflanke des Hinteren Zinggenstocks nahe dem Oberaarsee im Kanton Bern.
Bekannt aufgrund außergewöhnlicher Descloizitfunde wurde zudem Tsumeb und Berg Aukas in Namibia, wo Kristalle von bis zu 3 cm Größe entdeckt wurden.
Weitere Fundorte sind unter anderem Algerien, Australien, Brasilien, Chile, China, Frankreich. Griechenland, Iran, Italien, Japan, Jemen, Kirgisistan, die Demokratische Republik Kongo, Marokko, Mexiko, Peru, Polen, Portugal, Russland, Sambia, Simbabwe, Slowenien, Spanien, Südafrika, Tschechien, Tunesien, Türkei, Usbekistan, das Vereinigte Königreich (Großbritannien), die Vereinigten Staaten von Amerika (USA).

## Verwendung
Trotz seines relativ hohen Vanadiumgehaltes von bis zu 12,59 % haben Descloizit und sein Verwandter Mottramit nur geringe Bedeutung als Erz zur Gewinnung von Vanadium.
Gelegentlich werden für Sammler Descloizitproben in geschliffener Form angeboten.